# Wirtschaftskongress in Izmir
Der Wirtschaftskongress in Izmir (türkisch İzmir İktisat Kongresi) fand vom 17. Februar bis zum 4. März 1923 statt. In diesem Kongress wurden wirtschaftliche Probleme der neugegründeten Republik Türkei von 1135 Abgeordneten in Izmir, im Banka-Han diskutiert. Für die damalige Regierungsdelegation war das zentrale Prinzip, dass die Türkei sowohl politische als auch wirtschaftliche Unabhängigkeit bewahren sollte. Kâzım Karabekir wurde zum Vorsitzenden des Kongresses gewählt.